# Tylogoneus delnegro
Tylogoneus delnegro är en mångfotingart som först beskrevs av Shear 1977.  Tylogoneus delnegro ingår i släktet Tylogoneus och familjen Fuhrmannodesmidae. Inga underarter finns listade i Catalogue of Life.